# The Common Enemy
The Common Enemy est un film muet américain réalisé par Otis Turner et sorti en 1910.

## Fiche technique
- Titre : The Common Enemy
- Réalisation : Otis Turner
- Scénario : Otis Turner
- Producteur : William Selig
- Pays d'origine :  États-Unis
- Genre : Film dramatique
- Dates de sortie : 
  -  États-Unis : 4 avril 1910

## Distribution
- Hobart Bosworth
- Betty Harte
- Robert Z. Leonard
- Bebe Daniels